# Đại học Glasgow
Viện Đại học Glasgow hay Đại học Glasgow (tên tiếng Anh: University of Glasgow; tiếng Gaelic: Oilthigh Ghlaschu) là viện đại học lớn nhất của thành phố Glasgow, Scotland (Vương quốc Liên hiệp Anh và Bắc Ireland), được thành lập năm 1451. Viện Đại học Glasgow là một trong những cơ sở đào tạo và nghiên cứu danh tiếng ở Vương quốc Anh cũng như trên thế giới (xếp thứ 73 theo xếp hạng của Times năm 2008 ) (thứ 24 ở Châu Âu  và 11 ở Vương quốc Anh ) là viện đại học cổ thứ tư ở Vương quốc Anh (sau Viện Đại học Cambridge, Viện Đại học Oxford, Viện Đại học St Andrews) và là viện đại học cổ thứ hai ở Scotland. Năm 2007, Viện Đại học Glasgow được bình chọn là viện đại học tốt nhất Scotland của năm.
Khuôn viên chính của viện đại học hiện nay nằm ở đồi Gilmorehill, nằm ở phía tây (West End) của thành phố Glasgow, ngoài ra còn nhiều cơ sở khác ví dụ như ở Loch Lomond, ở Crichton Campus (Dumfries, Glasgow), High Street...

## Lịch sử
Viện Đại học Glasgow được thành lập năm 1451 theo sắc lệnh của Giáo hoàng Nicholas V, với đề xuất của vua James II của Scotland, cho phép viện trưởng danh dự đầu tiên, giám mục William Turnbull thành lập trường trên cơ sở ở High Street, thêm trường vào trong kuôn viên nhà thờ của thành phố. Việc thành lập trường xuất phát từ ý nguyện của vua James II, muốn xây dựng ở Scotland hai trường đại học có danh tiếng ngang bằng với Oxford và Cambridge ở xứ Anh (England). Glasgow là trường cổ thứ hai ở Scotland (sau Đại học St Andrew được thành lập năm 1410), và xuất phát ban đầu là một trường được thành lập trên cơ sở của nhà thờ (giống như Đại học St Andrew và Đại học Aberdeen). Khi mới thành lập, cơ sở chính của trường nằm tại High Street, trung tâm thành phố Glasgow. Năm 1870, trường di chuyển về Gilmorehill nằm ở phía tây Glasgow, trở thành cơ sở chính của trường, tập trung nhiều giảng đường và các khu nhà thiết kế cho nghiên cứu và học tập bên cạnh dòng sông Kelvin.
Ở Scotland, Đại học Glasgow cùng với Đại học St Andrew, Đại học Edinburgh (thành lập vào năm 1583) luôn là những đối thủ chạy đua trong cuộc cạnh tranh về chất lượng đào tạo và nghiên cứu khoa học. Đại học Glasgow cũng là trường duy nhất ở Scotland đào tạo tất cả các ngành nghề từ các nhóm ngành khoa học, kỹ thuật, y - dược, luật khoa, các nhóm ngành kinh tế, xã hội... và là một trong những trung tâm đào tạo đại học, sau đại học và nghiên cứu uy tín ở Vương quốc Anh.
Hiện nay trường có 14977 sinh viên bậc đại học, 4682 sinh viên sau đại học (thống kê tháng 3/2007); với khoảng 38% sinh viên đến từ Vương quốc Anh (25% là người Scotland), 6% là sinh viên từ các nước khác trong Cộng đồng châu Âu, và số còn lại là các sinh viên quốc tế, đến từ hơn 80 quốc gia khác nhau. Nhà trường có 5807 cán bộ (gồm giáo sư, giảng viên, nghiên cứu viên, trợ lý nghiên cứu, nhân viên hành chính...), tổng thu nhập năm tài chính 2005-2006 là 312,3 triệu bảng Anh, trong đó chủ yếu là thu nhập từ đầu tư từ các công ty, các đề tài nghiên cứu và các thu nhập từ kinh doanh (nguồn thu từ học phí và các trợ cấp giáo dục chỉ chiếm hơn 17% tổng thu nhập - 53,2 triệu bảng).

## Tổ chức

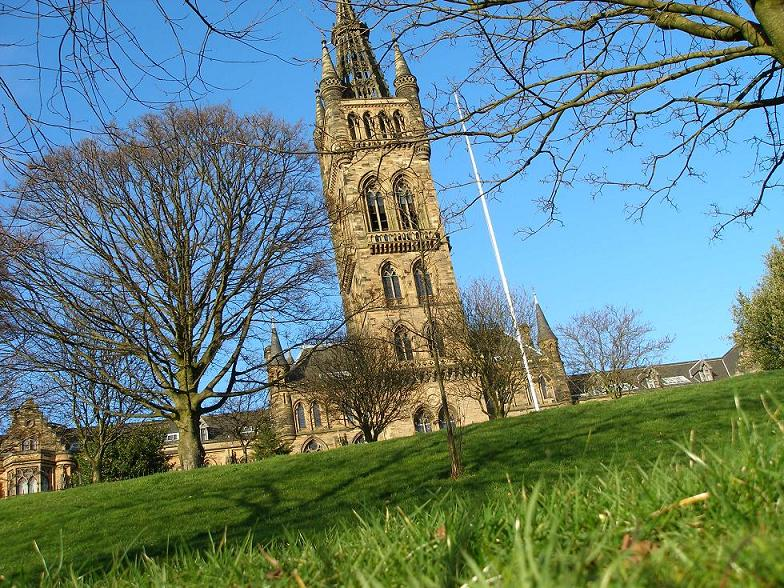
Tháp chuông trong khuôn viên Viện Đại học Glasgow ở Gilmorehill, West End, Glasgow

Viện Đại học Glasgow tổ chức thành các phân khoa (faculty), trong các phân khoa có các khoa (department) và trường (school). Năm 2007, St Andrews có chín phân khoa:
- Faculty of Arts Lưu trữ ngày 10 tháng 7 năm 2007 tại Wayback Machine: Đào tạo các ngành về nghệ thuật, ngôn ngữ, lịch sử..., gồm các khoa:
  - Department of Archaeology Lưu trữ ngày 18 tháng 1 năm 2010 tại Wayback Machine
  - Department of Classics Lưu trữ ngày 30 tháng 6 năm 2007 tại Wayback Machine
  - Department of Celtic
  - Department of English Language Lưu trữ ngày 5 tháng 7 năm 2007 tại Wayback Machine
  - Department of English Literature Lưu trữ ngày 5 tháng 7 năm 2007 tại Wayback Machine
  - Department of History Lưu trữ ngày 26 tháng 6 năm 2007 tại Wayback Machine
  - Department of History of Art
  - Department of Music
  - Department of Philosophy Lưu trữ ngày 19 tháng 1 năm 2010 tại Wayback Machine
  - Department of Scottish Literature Lưu trữ ngày 5 tháng 7 năm 2007 tại Wayback Machine
  - Department of Theatre, Film and Television Studies Lưu trữ ngày 20 tháng 8 năm 2007 tại Wayback Machine
  - Department of Theology and Religious Studies Lưu trữ ngày 30 tháng 6 năm 2007 tại Wayback Machine

Các trường và các viện nghiên cứu:
- - School of Modern Languages and Cultures
  - School of Divinity Lưu trữ ngày 30 tháng 6 năm 2007 tại Wayback Machine
  - School of English and Scottish Language and Literature
  - School of History and Archaeology Lưu trữ ngày 30 tháng 6 năm 2007 tại Wayback Machine
  - Crichton Campus
  - Humanities Advanced Technology and Information Institute (HATII) Lưu trữ ngày 15 tháng 8 năm 2006 tại Wayback Machine
- Faculty of Biomedical and Life Sciences đào tạo các ngành liên quan đến y - sinh học, môi trường, và khoa học sự sống.
- Faculty of Education: đào tạo các chuyên ngành về sư phạm, quản lý giáo dục...
- Faculty of Engineering: gồm nhóm các khoa về kỹ thuật, gồm các khoa:
  - Department of Aerospace Engineering
  - Department of Civil Engineering
  - Department of Electronics and Electrical Engineering
  - Department of Mechanical Engineering
  - Department of Naval Architecture and Marine Engineering Lưu trữ ngày 1 tháng 8 năm 2007 tại Wayback Machine
- Faculty of Physical Sciences: là nhóm các khoa trên nền tảng vật lý, bao gồm:
  - Department of Chemistry Lưu trữ ngày 21 tháng 7 năm 2007 tại Wayback Machine
  - Department of Geographical and Earth Sciences Lưu trữ ngày 5 tháng 7 năm 2007 tại Wayback Machine
  - Department of Physics and Astronomy Lưu trữ ngày 29 tháng 6 năm 2007 tại Wayback Machine
- Faculty of Information and Mathematical Sciences Lưu trữ ngày 18 tháng 3 năm 2008 tại Wayback Machine, là nhóm các khoa liên quan đến toán học, công nghệ thông tin, khoa học máy tính, bao gồm:
  - Department of Computing Science
  - Department of Mathematics[liên kết hỏng]
  - Department of Psychology
  - Department of Statistics

và các trung tâm nghiên cứu:
- - Robertson Centre for Biostatistics
  - Bioinformatics Research Centre Lưu trữ ngày 14 tháng 7 năm 2007 tại Wayback Machine
  - Centre for Mathematics Applied to the Life Sciences Lưu trữ ngày 8 tháng 7 năm 2007 tại Wayback Machine
- Faculty of Law, Business and Social Sciences bao gồm các nhóm khoa, trường đào tạo về các nhóm ngành kinh tế, khoa học xã hội, luật...
  - Department of Accounting & Finance
  - Department of Economic & Social History Lưu trữ ngày 25 tháng 6 năm 2007 tại Wayback Machine
  - Department of Economics
  - Department of Management[liên kết hỏng]
  - Department of Politics
  - Department of Sociology, Anthropology & Applied Social Sciences
  - Department of Urban Studies

các trung tâm nghiên cứu
- - Central & East European Studies Lưu trữ ngày 14 tháng 7 năm 2007 tại Wayback Machine
  - Centre for Drug Misuse Research Lưu trữ ngày 5 tháng 5 năm 2008 tại Wayback Machine

và các school
- - School of Law
  - Faculty of Law, Business & Social Sciences Graduate School
  - University of Glasgow Business School
  - Glasgow Graduate School of Law Lưu trữ ngày 16 tháng 7 năm 2007 tại Wayback Machine
  - Glasgow School of Social Work
- Faculty of Medicine
- Faculty of Veterinary Medicine

## Những thành viên danh tiếng của trường
- Robert Blackadder
- William Thomson (Nam tước Kelvin): Nhà vật lý nổi tiếng, nhà phát minh (danh hiệu Kelvin được dùng làm đơn vị của nhiệt độ tuyệt đối).
- James Watt: nhà vật lý, kỹ sư, nhà phát minh, cha đẻ của máy hơi nước.
- Adam Smith: nhà kinh tế học.
- William Ramsay: giải Nobel hóa học năm 1904.
- Frederick Soddy: giải Nobel hóa học năm 1921.
- John Boyd Orr: nhà y học, giải Nobel hòa bình năm 1949.
- Alexander Robert Todd: giải Nobel hóa học năm 1957.
- Derek Barton: giải Nobel hóa học năm 1969.
- James Black: giải Nobel hóa học năm 1988.
- Joseph Black: nhà vật lý, hóa học
- John Logie Baird: nhà vật lý, kỹ sư điện, nhà nghiên cứu tiên phong về vô tuyến điện và truyền hình.
- William Macquorn Rankine: nhà vật lý, hóa học, một trong những người tiên phong nghiên cứu về nhiệt động lực học.
- Ronald David Laing: nhà y học, nghiên cứu về thần kinh.
- John Brown: nhà vật lý, thiên văn học.
- Jocelyn Bell Burnell: nhà vật lý, thiên văn học, phát hiện ra pulsar vô tuyến.